# آناهيت
آناهيت (بالأرمنية: Անահիտ)‏، (بالفارسية: آناهید)، هي إلهة الخصوبة والشفاء والحكمة والماء في الأساطير الأرمنية. في الفترات المبكرة كانت إلهة الحرب. وبحلول القرن الخامس قبل الميلاد، كانت هي الإله الرئيسي في أرمينيا إلى جانب أرامازد. الإلهة الأرمنية آناهيت مرتبطة بالإلهة الإيرانية المشابهة آناهيتا. وكانت عبادة آناهيت، التي جلبت على الأرجح من الإيرانيين خلال الغزو المتوسط أو الفترة الأخمينية المبكرة، ذات أهمية قصوى في أرمينيا. وقد أقام أرضاشيس الأول تماثيل لآناهيت، وأصدر أوامر بعبادتها.